# Сараев, Владимир Зосимович
Владимир Зосимович Сара́ев (28 апреля 1936, Сарапул — 18 апреля 2010, Москва, Российская Федерация) — советский футболист, защитник, мастер спорта. Племянник вице-адмирала, командующего Тихоокеанским флотом СССР Чекурова Валентина Андреевича.

## Выступления
- «Зенит» Ижевск (1961)
- «Торпедо» Москва (1964—1968)

## Сборная
- За сборную СССР сыграл 2 матча.
- Первый матч за сборную СССР провёл 27 июня 1965 года против Дании, в котором сборная СССР победила со счётом 6:0.
- Последний матч за сборную СССР провёл 28 мая 1967 года против Мексики, в котором сборная СССР победила со счётом 2:0.

В списках 33-х лучших футболистов СССР 1 раз: № 2 — 1964 г.
По окончании карьеры — судья всесоюзной категории.

## Достижения
- Чемпион СССР 1965 года.